# Horst Simon
Horst Simon (* 14. August 1967) ist ein deutscher Linguist.

## Leben
Er studierte Germanistik und Anglistik in Passau, Amsterdam und Glasgow (1994 M.A. und 1. Staatsexamen). Von 1994 bis 2007 war er wissenschaftlicher Mitarbeiter und Assistent an der Humboldt-Universität zu Berlin. Nach der Promotion 1999 war er von 2003 bis 2004 Feodor-Lynen-Stipendiat der Alexander-von-Humboldt-Stiftung in Wien. Von 2007 bis 2011 war er Lecturer und Senior Lecturer am King’s College London. Seit 2011 ist er Professor für Historische Sprachwissenschaft an der FU Berlin.
Seine Arbeitsschwerpunkte sind historische Grammatik und Pragmatik, Theorie von Sprachwandel und Sprachvariation, Variation im Gegenwartsdeutschen, Höflichkeit und Grammatik; Anrede, Dialekte in Literatur und Medien und Wissen(schaft)sgeschichte der Sprachbetrachtung sowie Methodologie.

## Schriften (Auswahl)
- Für eine grammatische Kategorie „Respekt“ im Deutschen. Synchronie, Diachronie und Typologie der deutschen Anredepronomina. Tübingen 2003, ISBN 3-484-30474-X.
- als Herausgeber mit Hans-Olav Enger und Andrzej Kątny: Deutsche Morphologie im Kontrast. Frankfurt am Main 2012, ISBN 3-631-63215-0.
- als Herausgeber mit Jürg Fleischer: Sprachwandelvergleich. Berlin 2013, ISBN 3-11-031072-4.
- als Herausgeber mit Tanja Ackermann und Christian Zimmer: Germanic genitives. Amsterdam 2018, ISBN 90-272-0023-8.